# Ruská sociálně demokratická dělnická strana
Ruská sociálně demokratická dělnická strana (RSDDS) či Sociálně demokratická dělnická strana Ruska (SDDSR) (Росси́йская социа́л-демократи́ческая рабо́чая па́ртия = РСДРП), byla sociálně demokratická ruská politická strana ilegálně založená roku 1898 v Minsku spojením několika různých revolučních organizací. Roku 1903 se rozštěpila na dvě frakce – umírněnější menševiky vedené Julijem Martovem a radikální Leninovy bolševiky.
V roce 1912 se strana definitivně rozdělila, ale nadále jej poslanci ve čtvrté Státní dumě byli oficiálně součástí jedné strany. Po únorové revoluci roku 1917 měli většinu menševici, na podzim se bolševici nejdřív zmocnili moskevského a petrohradského sovětu a v říjnové revoluci moci v ruském státě.
Bolševická frakce od května 1917 vystupovala jako Ruská sociálně demokratická dělnická strana (bolševiků) – SDDSR(b) a začátkem roku 1918 se přejmenovala na Komunistická strana Ruska (bolševiků), předchůdkyni Komunistické strany Sovětského svazu. Menševici byli po bolševické revoluci nejdříve vytlačeni ze sovětů a po kronštadském povstání roku 1921 zakázáni.